# Tuzla (Turchia)
Tuzla è un distretto e un comune soggetto al comune metropolitano di Istanbul. È situato sulla parte asiatica della città. Qui è situato l'Istanbul Park, principale autodromo turco.